# Allium hoffmanii
Allium hoffmanii là một loài thực vật có hoa trong họ Amaryllidaceae. Loài này được Ownbey mô tả khoa học đầu tiên năm 1972.